# بهمن جاذويه
بهمن جاذويه (بالفارسية: بهمن جادویه) (توفي 636م)، قائد ساساني عُرف عنه معاداة العرب. أطلق عليه العرب مسمى (ذو الحاجب). قاد الجيش الساساني إلى النصر في معركة الجسر ضد المسلمين، التي دارة رحاها بين المسلمين والفرس، ضمن سلسلة معارك الفتح الأسلامي لبلاد فارس، حقق أول نصر للفرس على المسلمين، نتيجة عصيان قائد جيش المسلمين لأوامر خليفة المؤمنين في حينه الفاروق عمر بن الخطاب. قُتل في معركة القادسية خلال مبارزة فردية بينه وبين الصحابي القعقاع بن عمرو التميمي.